# Seconde Autorité pour la télévision et la radio
La Seconde Autorité pour la télévision et la radio (en hébreu הרשות השנייה לטלוויזיה ולרדיו, HaRashout HaShniah LeTelevisiah VeLeRadio ; en anglais Second Israeli Broadcasting Authority) est un organisme israélien public chargé de réguler les radios et les télévisions commerciales israéliennes.

## Organisation
L'organisme est régulé par la loi votée en 1990 à la Knesset.

La Seconde Autorité agit au nom de l’intérêt du public. Elle autorise et réglemente la diffusion des chaînes commerciales, elle favorise les productions originales, elle veille à ce qu’aucun contenu illicite ne porte atteinte au public, elle encourage les programmes d’intérêt général et elle est chargée de mener des études sur l’impact social des programmes de télévision.   
Un conseil de quinze membres, représentant la pluralité de l’opinion publique préside l’instance. Le conseil détermine les principes directeurs de la Seconde Autorité. Il nomme son directeur général, sur la recommandation du ministre responsable avec l’approbation du gouvernement. Le Directeur général est responsable de la mise en œuvre des objectifs fixés.  

## Chaînes de télévisions
Les deux chaînes que contrôle la SATR sont :
- Aroutz 2
- Aroutz 10

La grille des programmes de ces deux chaînes est partagée par la SATR entre plusieurs sociétés de productions.

## Radios
- Radio Haïfa רדיו חיפה
- Radio Qol Rega' רדיו קול רגע
- Radio Emtsa HaDerekh רדיו אמצע הדרך
- Radio LeLo HaFsaqah רדיו ללא הפסקה
- Radio Tel Aviv רדיו תל אביב
- Radious 100FM FM100רדיוס
- Radio Lev HaMedinah רדיו לב המדינה
- Radio 99 רדיו 99
- Radio Jérusalem רדיו ירושלים
- Radio Qol 'Hai רדיו קול חי (radio religieuse)
- Radio Darom רדיו דרום
- Radio A-Shams
- Radio Qol HaYam HaAdom רדיו קול הים האדום